# هرتا ۲۹۱۳
سیارک ۲۹۱۳ (به انگلیسی: 2913 Horta، نامگذاری:1931TK) دو هزار و نهصد و سیزدهمین سیارک کشف شده‌است که در ۱۲ اکتبر ۱۹۳۱ کشف شد.
قدر مطلق سیارک برابر ۱۲٫۶۰ است.